# 坂時秀
坂 時秀（さか ときひで）は、江戸時代後期（幕末）の仙台藩の重臣。通称は英力（えいりき）。家格は一族。近習、申次兼祭祀奉行、小姓頭、奉行と進む。

## 出自
生家の坂氏は元来、佐賀氏で後に坂氏に改姓。本姓藤原氏。坂信之（正三郎）の娘・信子（与世）が伊達宗村の側室となり、伊達重村の生母となった縁もあり、延享2年（1745年）に120石、同4年（1747年）に家格召出家に進み、重村が襲封すると重村の母方として宝暦6年（1756年）に着座家、同14年（1764年）には家格一族に進む。時秀の代までには500石を食む重臣であった。

## 経歴
仙台藩の使者として上洛した際、徳川慶喜と直接会談して感銘を受け、藩の宿老・但木土佐と共に仙台藩の佐幕派として藩政の中枢を掌握した。戊辰戦争においても但木と共に奥羽越列藩同盟の主導的な役割を果たした。
しかしこのため、戊辰戦争終結後の明治2年（1869年）、但木と共に死刑に処された。享年37。
辞世の歌：「うきくもを 払ひかねたる 秋風の 今は我か身に しみぞ残れる」。